# Ключи (упразднённый посёлок, Нижнеингашский район)
Ключи — упразднённый посёлок в Нижнеингашском районе Красноярского края России. На момент упразднения входил в состав городского поселения Нижняя Пойма. Исключён из учётных данных в 2001 году.

## География
Располагался в восточной части края, в пределах таёжной лесорастительной зоны, на федеральной трассе Р255 «Сибирь», на расстоянии приблизительно 7 километров (по прямой) к юго-востоку от посёлка Нижняя Пойма.
Климат
Климат характеризуется как резко континентальный, с продолжительной морозной малоснежной зимой и коротким жарким летом. Зима продолжается в течение 6-7 месяцев. Абсолютный минимум температуры воздуха составляет −51 °C (по данным метеостанции г. Канска). Продолжительность периода с температурой более 10˚С составляет 100—110 дней. Среднегодовое количество атмосферных осадков составляет 484 мм.

## История
Основан в 1801 году. В 1926 году в деревне Ключи Старые имелось 84 хозяйства. В административном отношении входила в состав Решёвского сельсовета Нижне-Ингашского района Канского округа Сибирского края.

## Население
По данным переписи 1926 года в деревне проживал 371 человек (198 мужчин и 173 женщины), основное население — русские.